# Marilia Gomes
Marilia Gomes de Souza (São Paulo, 3 de agosto de 1982) é uma ex-competidora de ginástica artística brasileira. Participou do Campeonato Mundial de 1999 e dos Jogos Pan-Americanos do mesmo ano. Foi reserva nos Jogos Olímpicos de Verão de 2000.

## Biografia
Convive com o esporte desde os dois anos de idade. Praticou natação, balé e triatlo, até ser introduzida à ginástica artística aos nove anos. Em 1996, passou a integrar a seleção brasileira da modalidade.
Nos Jogos Sul-Americanos de 1998, no Equador, foi campeã por equipes e ouro na trave e bronze nas assimétricas. Conquistou a medalha de bronze por equipes nos Jogos Pan-Americanos de 1999, no Canadá. Foi quarta colocada na final da trave e quinta nas assimétricas.
Disputou ainda o Campeonato Mundial de Ginástica Artística de 1999, na China, ficando em 48º lugar no individual geral. Nos Jogos Olímpicos de Verão de 2000, na Austrália, ficou na reserva junto com Daiane dos Santos, enquanto que as titulares foram Daniele Hypólito e Camila Comin.
Por clubes, representou o Clube Yashi, de São Paulo. Em 2000, estava no Vasco da Gama, época em que ficou em segundo lugar no Campeonato Brasileiro.
Deixou a ginástica em 2001, quando aceitou o convite para integrar o Cirque du Soleil. Participou do espetáculo Alegria, tendo feito mais de 500 apresentações ao redor do mundo. Em 2005, passou a estudar Administração na Universidade de São Paulo. Após formada, trabalhou em empresas como Procter & Gamble, Unilever e Johnson & Johnson.